# Slovenija je naša
Slovenija je naša je bila zunajparlamentarna politična stranka, ki je bila ustanovljena leta 2004. Predsednik stranke je Boris Popovič.
Na volitvah 2004 je dosegla 2,6 % glasov in se ni uvrstila v parlament. Na evropskih volitvah 2004 je stranka prejela 17.930 oz. 4,11 % glasov, s čimer ni osvojila mandata v Evropskem parlamentu. Nosilka liste je bila Alja Brglez.
Naslednice stranke so bile: Koper je naš, s katero je Popovič zmagal na lokalnih volitvah 2002 in 2006 v Kopru, Slovenija za vedno, s katero je nastopil na predsedniških volitvah 2017, ter Lista Borisa Popoviča - digitalizirajmo Slovenijo, s katero je nastopil na državnozborskih volitvah 2022.